# Chirurgische Lehranstalt Celle
Die Chirurgische Lehranstalt Celle, lateinisch als „Collegium anatomicum chirurgicum“ und auch als Königlich-Großbritannisch-hannoversches Collegium anatomico chirurgicum betitelt, war eine Lehr- und Weiterbildungseinrichtung für angehende und praktizierende Operanten in der Stadt Celle. Sie wurde zur Zeit des Kurfürstentums Braunschweig-Lüneburg im Jahr 1784 von dem Direktor der Landeshebammenlehranstalt und Frauenklinik Johann Daniel Scheller (1758–1837) gegründet und nahm ihren Sitz in dem Gebäude unter der Adresse Mühlenstraße 12.

## Geschichte
Die Vorläuferin der Chirurgischen Lehranstalt bildete die Celler Schmiede, in der die angehenden Wundheiler zum Beispiel  „das Starstechen und Steinestechen“ und einfache Gegenmaßnahmen gegen Abszesse erlernten. Zu Weiterbildungszwecken wandten sich diese eher gering Qualifizierten an den mit dem Titel „Dr. med.“ ausgezeichneten Arzt und Chirurgen Scheller, der daraufhin die Celler Chirurgische Lehranstalt gründete und von Anfang an auch leitete.
Im Jahr der Französischen Revolution wurde das Collegium 1789 mit Genehmigung des während der Personalunion zwischen Großbritannien und Hannover im Vereinigten Königreich regierenden hannoverschen Kurfürsten König Georg III. staatlich anerkannt.
Bis 1805 – während der sogenannten „Franzosenzeit“ – unterrichtete der französisch-reformierte Prediger Jacques Emanuel Roques de Maumont (1727–1805) das Fach Naturwissenschaften am chirurgischen Institut.
Nach der Erhebung zum Königreich Hannover wurde die Celler Lehranstalt 1825 mit dem in Hannover eingerichteten Kollegium vereinigt und aus Celle abgezogen.
Die bereits ein Jahrhundert früher ab dem Jahr 1725 angelegte Bibliothek des Collegium anatomicum chirurgicum wurde nach 1825 entweder nach Bonn oder in die Residenzstadt Hannover verkauft.